# Rio Balta Verde
O Rio Balta Verde é um rio da Romênia afluente do rio Şuşiţa, localizado no distrito de Gorj.